# 54 до н. е.

## Події
- 54 — Консули Луцій Доміцій Агенобарб (плебей) та Аппій Клавдій Пульхр (патрицій). Претор — Гай Кассій Лонгін. Помпей отримує управління двома Іспаніями і Африкою на 54-50 роки. Проконсул Сирії Красс.
- 54 — В зраді інтересів римлян викритий вождь едуїв Думнорікс. При спробі втекти він був убитий. Армія Цезаря з гавані Ітія переправилася до Британії.  Мандубракій, вождь Трінованта (Ессекс) втік до Цезаря від Кассівеллауна, вождя Катувеллауні. Цезар заглибився в Міддлсекс і переправився через Темзу. Кассівеллаун чинив шалений опір римлянам, але Цезар захопив головну фортецю Кассівеллауна. Цезар повернувся в Галію, обклавши британців даниною, яку ті не виплатили.
- 54 — Осінь — Цезар розмістив легіони в Галлії далеко один від одного. Легіон в Адуатуці на чолі з Коттом і Тітуріем розбитий ебуронами на чолі з  Амбіоріксом. Легіон Квінта Цицерона обложений ебуронами в околицях Намюра. Коли прибув Цезар, галли відійшли. Треври, ебурони, нерви, адуатуки і менапії укладають союз проти римлян. Зима — Цезар намагається втихомирити заколоти. Він вдерся в країну нервіїв і розорив її. Вождь треверів Індутіомар осадив легіони Лабієна.
- 54 — Під загрозою повстання Птолемей змушений усунути Рабірія.
- 54 — Весна — Римські війська Красса вдираються в Месопотамію і займають кілька міст. Красс укладає союз з Артаваздом II — царем Вірменії, Абгаром-царем Осроени і арабським вождем Алхавдонієм. Взяття Єрусалима.

## Народились
- Діонісій Галікарнаський — грецький історик I ст. до н. е., ритор і критик.
- Сенека Старший — давньоримський письменник та оратор.

## Померли
- Катулл — давньоримський поет-лірик, майстер любовної поезії, неотерик.
- Лукрецій — давньоримський поет і філософ-матеріаліст.
- Аврелія Котта — римська матрона, мати Юлія Цезаря.
- Юлія Цезаріс — дочка Юлія Цезаря, дружина Помпея Великого.